# صناعات الغانم
صناعات الغانم مجموعة متعددة النشاطات تعتبر من أكبر الشركات الكويتية ورئيس مجلس ادارتها قتيبة يوسف أحمد الغانم، ورئيسها التنفيذي عمر قتيبة الغانم. يرجع بداياتها إلى الثلاثينات ويشمل نشاطها بيع السيارات, الإلكترونيات, مواد البناء, التأمين ، الإعلانات... للمجموعة عدة شراكات مع شركات عالمية أهمها جنرال موتورز, هيتاشي, بي بي, شركة بوش... تشغل أكثر من 8000 شخص من أكثر من 40 دولة.

## وصلات خارجية
- موقع الشركة